# William Vincent Wallace
William Vincent Wallace (Waterford, Irlanda, 1 de juny de 1814 - castell de Bagen, Sauveterre-de-Comminges, Alta Garona, 12 d'octubre de 1865) fou un pianista i compositor irlandès.
Era fill d'un músic major, que fou el seu primer mestre, i als quinze anys es traslladà a Dublín, on continuà els seus estudis, per entrar més tard com a violinista en l'orquestra d'un teatre. Als divuit anys, per guarir-se d'una greu malaltia, feu llargs viatges, durant els quals va recórrer Austràlia, Nova Zelanda, les Índies i Amèrica. En tots aquests països feu concerts que li valgueren tant honor com profit.
El 1841 i 1842 fou director d'orquestra de l'Òpera de Mèxic i de 1843 a 1851 residí a Nova York, si bé feu algunes visites a Europa, on tornà definitivament el 1853, passant temporades a Londres i a París.
A banda de ran nombre d'obres per a piano, va escriure les òperes:
- Maritana (1845),
- Mathilde de Hongrie (1847),
- Lurline (1860),
- The amber witch (1861),
- Love's triumph (1862),
- The desert flower (1863).